# アーシア・ビビ事件
アーシア・ビビ事件（または冒涜事件）とは、2009年6月にパキスタンの女性キリスト教徒アーシア・ビビがイスラム教の預言者ムハンマドを冒涜したとして、2010年11月の第一審、2014年10月の第二審で死刑判決を受けた事件、およびその後の一連の事件を指す。2018年10月31日、パキスタン最高裁判所は逆転無罪の判決を下し、2019年1月29日、最終上訴を退け、確定判決を下した。2月1日、アーシア・ビビは8年以上におよぶ収監の後、カナダに亡命し、難民認定を受けたと報じられた。
この事件は、パキスタンの冒涜法、とりわけムハンマドを冒涜した者に対する死刑を定めた刑法第295-C項について論争を巻き起こし、2011年1月4日に冒涜法を批判し、アーシア・ビビの支援活動をしていたパンジャブ州のサルマン・タシール知事が自らの警護官に殺害され、同年3月2日には、冒涜法の見直しを呼びかけていたシャバズ・バッティ少数民族相が銃撃され、パキスタン・タリバン運動 (TTP) が同氏に対する「処罰」だとして犯行声明を発表するなど、政府とイスラム武装勢力との対立激化につながり、国外のメディアでも大々的に取り上げられた。

## 事件の経緯
アーシア・ビビ（本名アーシア・ノーリーン）は、パンジャブ州ナンカーナー・サーヒブの果樹園で働く女性キリスト教徒で、5人の子どもがあり、夫のアシク・マシーはパンジャブ州シェーフープラのレンガ製造工場で働いていた。
2009年6月14日、アーシア・ビビが同じ果樹園で働く女性イスラム教徒2人のために水を運んできたところ、2人はアーシア・ビビがキリスト教徒であることを理由に、その水は「穢れている」としてこれを飲まなかったため口論になり、アーシア・ビビは、「私は私の宗教と、人類の罪のために十字架にかけられたイエス・キリストを信じます。あなた方の預言者ムハンマドは人類を救うために何をしたのですか」と応じたという。数日後、アーシア・ビビの家に暴徒が押しかけ、警察が治安のためアーシア・ビビを連行した。さらに、女性イスラム教徒2人から通報を受けた村のイマームは、アーシア・ビビが預言者ムハンマドを冒涜したとして訴えを起こした。最高裁判事の報告書によると、その内容はムハンマドの臨終の様子やハディージャ・ビント・フワイリドとの結婚にまつわる冒涜的な発言だったとされる。アーシア・ビビはそのような発言はしておらず、申し立てはねつ造であるとし、弁護士のサイフ・ウル＝マルークはこの事件は風評に基づいていると主張した。
2010年11月、シェーフープラ地方裁判所（下級裁判所）はアーシア・ビビに対して死刑判決を言い渡した。これはパキスタンの刑法第295-C項による判決である。
2010年12月、イスラム教の聖職者マウラナ・ユサフ・クレシが、アーシア・ビビの殺害に50万パキスタン・ルピー（約50万円）の賞金をかけた。

## 冒涜法 - 刑法第295-C項
パキスタンにおいてイスラム化政策が推し進められたのはムハンマド・ジア＝ウル＝ハク政権下においてである。1979年にフドゥード法（イスラム法上のハッド刑を明文化したもの）が制定され、最高裁判所と高等裁判所にシャリーア法廷も設置された。
冒涜法はすでに植民地時代から刑法第295条に定められていたが、1982年に、「コーランの法典を意思をもって汚す、傷める、神聖さを汚す者は終身刑に処される」という内容の第295-B項が追加され、1986年に再度改正され、直接的・間接的に「神聖なる予言者ムハンマドの名を汚す」者は死刑もしくは終身刑に処されるという第295-C項が追加された。しかし、人権団体の報告によると、この冒涜法は、個人的怨恨を晴らすため、立場の弱い人々（キリスト教徒、シーア派やアフマディー派のイスラム教徒、ヒンドゥー教徒など）を脅迫するため、財産没収・職業剥奪のため、紛争に起因する報復のためなどに悪用されることが多く、政治関係者や報道関係者が標的にされることも少なくない。たとえば、2015年9月2日にキリスト教徒のペルベズ・マシーが冒涜行為で告発され、カスール県警察に逮捕されたが、後に商売敵のイスラム教徒との商事紛争が原因であったことが明らかになった。このような事実無根の訴えは後を絶たず、毎年100人以上が冒涜罪で告発されている。まだ絞首刑の執行はないが、上訴審を待ちながら収監されている人々も多く、有罪判決を受けた者は刑務所で衰弱している。ムハンマドを冒涜したとの疑いがかけられれば、証拠がなくても私刑により殺される可能性もある。しかも、政府はこうした訴えから国民を保護する措置を講じていなかった。
さらに、下級裁判所については、とりわけ冒涜行為事案では「立証基準の遵守を怠ることが多く」、また、審理は威圧的雰囲気のなかで行われるため、イスラム武装勢力による報復の恐れや保身を理由に被告人の保釈や無罪判決を拒否するのが一般的であるという。

## 冒涜法の見直し

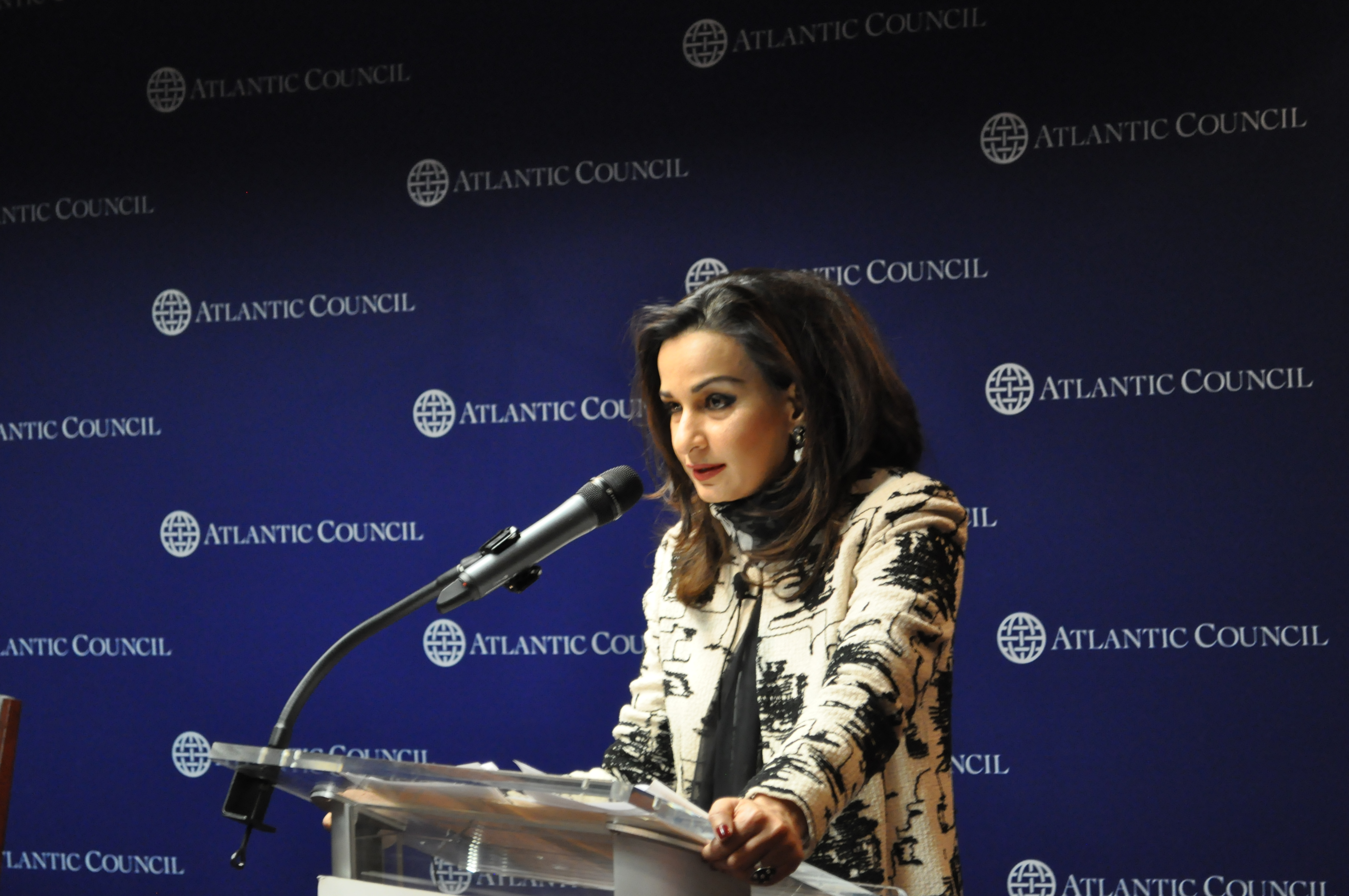
シェリー・レーマン元情報相 (2013年2月26日)

アーシア・ビビの死刑判決を受けて、パキスタン人民党 (PPP) を中心に冒涜法の見直しを求める動きが広がった。シェリー・レーマン元情報相は一個人として改正案を国民議会に提出し、当時パンジャブ州にも勢力を伸ばしつつあったタリバンやイスラム武装勢力を公然と非難したパンジャブ州知事サルマン・タシールや、ムハンマド・ジア＝ウル＝ハク政権下で1983年に民主主義回復同盟と協力したことを理由に収監された人権活動家で当時パキスタン最高裁弁護士協会の会長であったアスマ・ジャハンギールらの支持を得たが、政府はこれを無効とした。
また、国際的にも迫害されたキリスト教徒の人権擁護を訴える国際非営利団体「殉教者の声 (VOM)」がパキスタンのキリスト教徒15万人の署名を集め、後に教皇ベネディクト16世およびフランシスコも判決の取り消しを求めた。

## タシール知事暗殺事件

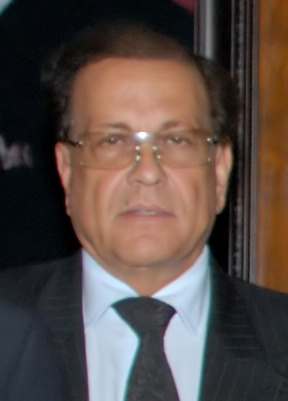
サルマン・タシール知事 (2009年10月29日)

2011年1月4日、首都イスラマバードでサルマン・タシール知事が自らの警護官ムムターズ・カドリに銃撃され、死亡した。犯人は26発もの銃弾を知事の身体に撃ち込んだ。レーマン・マリク内相によると、殺害の動機は「知事がイスラム教に対する冒涜罪を批判したため」とのことであった。実際、タシール知事は政治家のなかでも最も積極的にアーシア・ビビを擁護し、冒涜罪の見直しを訴えたことで、保守派や過激派の激しい怒りを買っていた。北西部の南ワジリスタンで活動するイスラム武装勢力「パキスタン・タリバン運動」の司令官は、『ニューズウィーク』誌の取材に応えて、「タシールを殺した警護官はタリバン支配地域に逃げてくればいい。われわれは口づけで出迎えるだろう」、「この問題はタシールの殺害で終わらない。一般のパキスタン人とタリバンは怒りに燃えている。その対象は、マスコミの人間や、冒涜罪の見直し運動を主導した女性議員も含まれる」とした。
翌5日、タリバンやイマームらの警告にもかかわらず、厳戒体制下の州都ラホールで行われたタシール知事の葬儀には数千人が参列した。ヒラリー・クリントン国務長官（当時）は、知事の死を「大きな損失だ」とし、「タシール知事にはパキスタンで会う機会があり、彼の寛容促進のための活動とパキスタンの今後の世代の教育活動を称えた。米国は今後もパキスタンに平和と安定性をもたらすための政府と国民の活動を支援する」と発表した。
一方で、多くのイスラム教徒が犯人を英雄視し、犯行を称賛した。パキスタンのフェミニスト・人権運動家でノーベル平和賞を受けたマララ・ユスフザイは、自著でこの件に触れて、「裁判では、法廷に現れた犯人を、法律家たちがバラのシャワーで迎えたという。さらに、亡くなった知事の通っていたモスクのイマームは、知事のために哀悼の祈りを捧げることを拒んだ。ザルダリ大統領は葬儀に参列しなかった。パキスタンはどんどんおかしくなっていく。殺人犯を花びらで讃えるなんで、どう考えてもおかしい」と語っている。
さらに、同年8月26日には、タシール知事の息子シャバズ・タシールが銃を持った男らに拉致され、以後、5年近くにわたって拘束された。拉致犯はタシールと引き換えにムムターズ・カドリの解放を求めていた（シャバズ・タシール拉致事件）。

## バッティ少数民族相暗殺事件

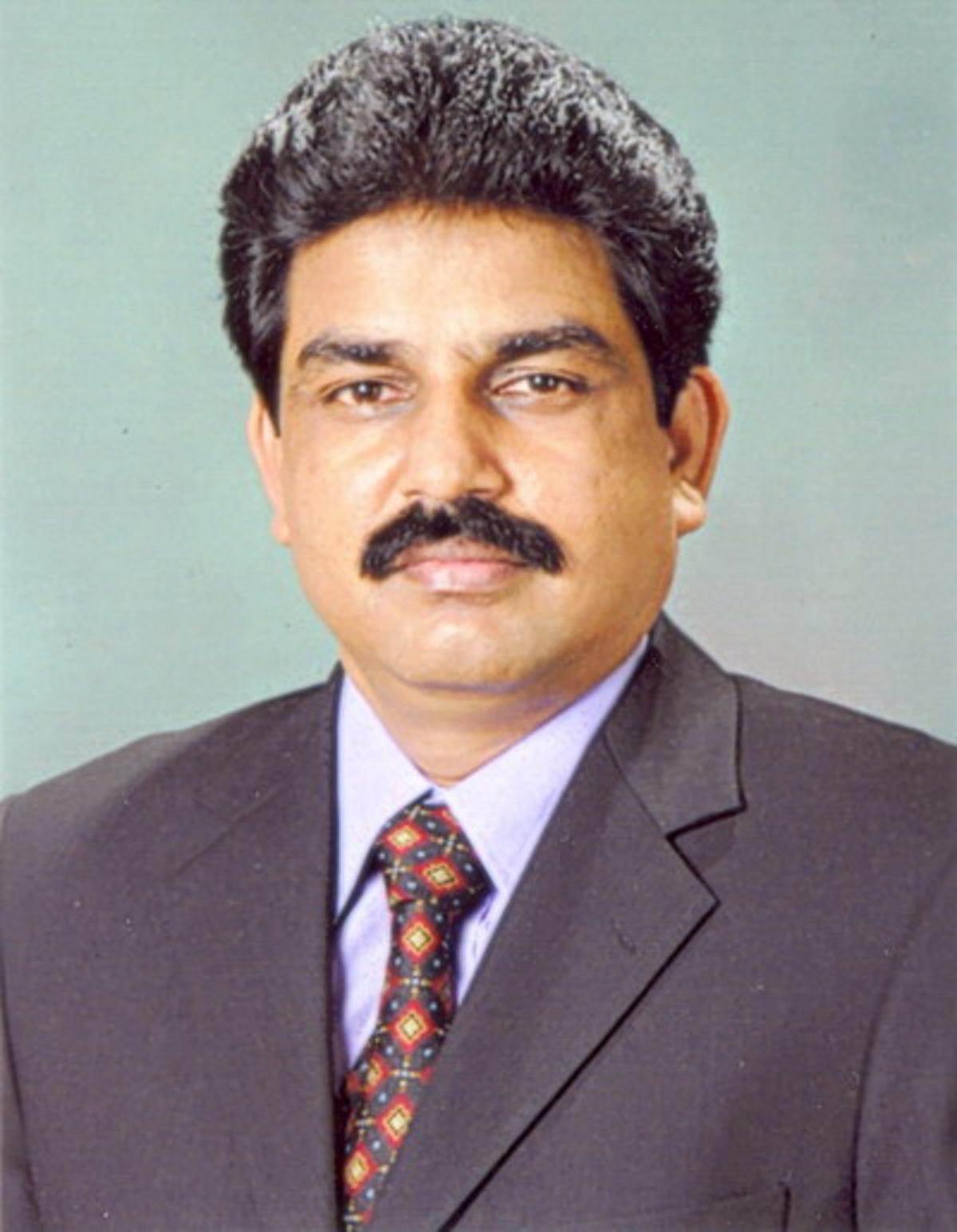
シャバズ・バッティ少数民族相

タシール知事暗殺事件から2か月後の2011年3月2日、パキスタンの首都イスラマバードでシャバズ・バッティ少数民族相が白昼の住宅地で射殺された。パキスタン・タリバン運動が犯行声明を発表し、イスラム教に対する冒涜罪の見直しを呼びかけていた同相への「処罰」だとした。目撃者の情報では、現場には同氏に対する「処罰」だと書かれたビラが散乱していたという。バッティ氏はパキスタンで唯一のキリスト教徒の閣僚であった。1月に『クリスチャン・ポスト』紙の取材に応じ、殺害脅迫を受けているとしながらも、タシール知事暗殺事件に触れ、護衛をつけない意思を明らかにしていた。
バチカン放送によると、バッティ少数民族相は、タシール知事暗殺事件の直後、正義と少数派擁護の推進を暴力によって止めることはできないと述べていた。教皇ベネディクト16世は、同相が殺害されたことに深い悲しみを表明し、パキスタン国民のために勇気をもって奉仕した同相を称えた。カンタベリー大主教ローワン・ウィリアムズは、キリスト者の安全への懸念が増大していることを指摘した。また、世界教会協議会 (WCC) のオラフ・フィクセ・トヴェイト総幹事は「パキスタンで問題になっている冒涜罪を批判したために宗教過激派から暗殺された」ことを強調した。

## アーシア・ビビ支援活動
この間、アーシア・ビビ支援活動は全世界に広がって行った。
ドイツの人権・人道支援政策担当議員のマルクス・ローニングは、「アーシア・ビビの裁判を注意深く見守っている。一審判決に深い懸念を抱いている。信仰を理由に訴えるなど、受け入れ難いことだ」と語った。
フランスのジャーナリストで、特にアフガニスタンやパキスタンで取材しているアンヌ＝イザベル・トレは「アーシア・ビビ国際委員会」を立ち上げ、2011年5月に『冒涜』と題するアーシア・ビビに関する著書を発表した。本書はスペイン語に翻訳されたが、スペインではさらに2012年にアーシア・ビビとの連名で『ここから私を出して！』を発表。この後もアーシア・ビビの家族を支援し、「人種主義・反ユダヤ主義反対国際連盟 (LICRA)」もトレの活動に参加した。

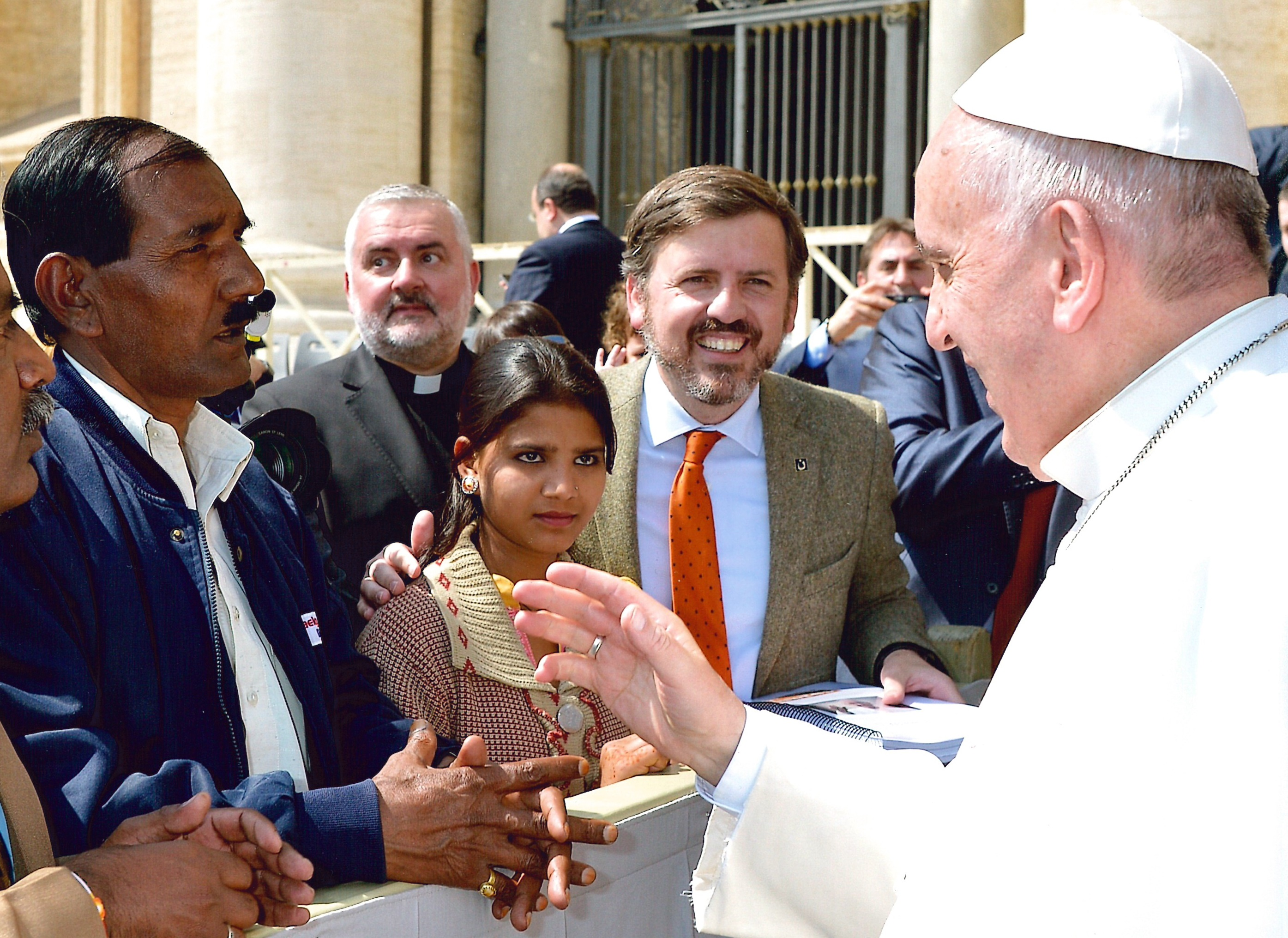
サン・ピエトロ広場でアーシア・ビビの夫と娘に語りかける教皇フランシスコ (2015年4月23日)

フランス外務省は2011年5月にアーシア・ビビの夫と娘を招き、支援を表明した。一方、パリ市は2015年にアーシア・ビビに名誉市民の称号を授与した。パリ市名誉市民は、基本的自由のための闘いを称えると同時に、称号授与者を「保護すること」を目的とする称号である。
アーシア・ビビは2013年のクリスマスと2014年10月に教皇フランシスコ宛に送った出紙に収監の状況について書き、揺るぎない信仰を伝えた。教皇フランシスコは、2015年4月にアーシア・ビビの夫と娘をバチカンに招き、「アーシアのために、あなた方のために、苦しむすべてのキリスト教徒のために」祈った。

## 第二審 - 控訴却下
2014年10月、ラホール高等裁判所はアーシア・ビビの控訴を却下し、地裁判決を支持した。人権活動家らは、アーシア・ビビの処刑を求める複数の宗教団体が法廷にいたことから、裁判官は自分たちの身の危険を恐れて控訴を却下したとの懸念を口にした。アーシア・ビビは、同年11月、最高裁に上告した。
2015年7月、本件の審理期間中に死刑執行をしない決定がされ、以後、審理は進まなかった。

## カドリ死刑囚の処刑
2016年2月29日、パキスタン北部のラーワルピンディーでタシール知事を殺害したムムターズ・カドリが処刑された。専門家らは、「過激派の隆盛を許さず、法による支配を守るとするパキスタン政府の強い決意を示すもの」とみなし、「長年、武装勢力と戦う同国にとって重要な瞬間だ」と評した。カドリ死刑囚の弁護士グラム・ムスタファ・チャウダリーによると、死刑囚は、「もしアッラーが5千万の命を自分に与えたとしても、この5千万の命をすべて犠牲にするだろう」とし、タシール知事の殺害を後悔していないことを明らかにした。
翌日の葬儀には死刑に抗議する市民ら数千人が集まった。一方、3月1日午後にラーワルピンディーの公園で行われた追悼行事では、群衆が周囲の道路を埋め尽くして政府への批判を叫び、元死刑囚を殉教者と称えた。葬列にはイスラム政党の指導者らが加わり、元死刑囚の勇気を賛美するスローガンが掲げられた。この日、パキスタンでは全国的に警戒が強化され、葬儀の模様は一切報道されなかった。
3月7日にはパキスタン北西部のカイバル・パクトゥンクワ州で弁護士らを標的とした自爆攻撃が発生し、13人が死亡、23人が負傷した。パキスタン・タリバン運動系グループ「ジャマト・ウル・アハラル」が、カドリ死刑囚が絞首刑になったことに対する復讐だとして犯行声明を発表した。

## 逆転無罪判決
2018年10月31日、パキスタン最高裁判所は逆転無罪の判決を下した。
この判決理由は、検察が「合理的な疑いを差し挟む余地のない程度の立証をすることがまったくできなかった」からであるとし、証拠が極めて少ないうえに、適正な手続きが取られていなかったと述べた。また、アーシア・ビビの発言についても、「彼女を殺すと脅迫する」群衆の前で出たものであると付け加えた。判決文ではさらに、コーランやイスラム教の歴史に言及し、最後に、ムハンマドの言語録「ハディース」に、非イスラム教徒に対して親切に接するよう勧める言葉があることが指摘されている。
最高裁判事の一人が作成した報告書には、アーシア・ビビを冒涜罪で告発した2人の女性イスラム教徒は、彼女がイエス・キリストを信じているというだけの理由で「その宗教を侮辱し、宗教的感情を傷つけた」とし、コーランには、イスラム教徒の信仰は、「イエス・キリストを含む」イスラム教のすべての預言者、ならびに「（新約・旧約）聖書を含む」すべての啓典を信じるようになるまでは完全とは言えないと書かれているとある。

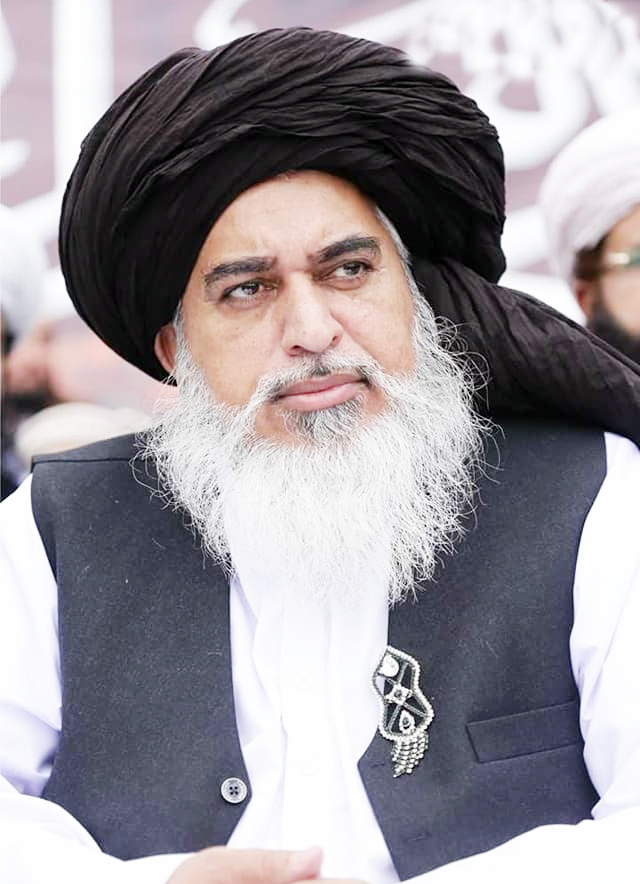
TLP党首カディム・フセイン・リビ

これを受けてパキスタン国内各地で抗議行動が巻き起こり、一部の過激派組織は最高裁判事らの殺害を扇動した。イムラン・カーン首相はこれを非難し、「暴力デモで苦しむのは一般のパキスタン人である。そのような行為は篤信ではない」「彼らは自分たちの政治的利益のために国民を扇動している。彼らの策略にはまってはならない」として、冷静になるよう呼びかけた。一方、最高裁判決を不服とした強硬派宗教政党TLPは、各地で道路封鎖や座り込みなどの抗議活動を展開した。政府は11月2日に対話の場を設け、「アーシア・ビビを出国制限リストに記載するための法的手続きを速やかに開始する」、政府は「最高裁判決の見直しを求める法的手続きを取ることに反対しない」などの妥協を余儀なくされた。

## 亡命
アーシア・ビビの支援団体はこうした出国制限や最高裁判決の見直しに抗議した。フランスではダニエル・サルバトール・シフェールの発議により、歴史学者・フェミニストのエリザベット・バダンテールと司法大臣として死刑を廃止したロベール・バダンテール、哲学者・政治家のリュック・フェリー、国家倫理諮問委員会の委員を務めた哲学者のアンドレ コント＝スポンヴィル、元文化相のジャック・ラング、ユダヤ系ポーランド人・フランス人作家マレク・アルテール、ユダヤ系スペイン人・フランス人の哲学者・社会学者エドガール・モランらの知識人が、無罪判決を下されたにもかかわらずいまだ過激派の圧力を受けて収監されているアーシア・ビビの解放を求める請願書を『フィガロ』紙に掲載した。また、パリ市長アンヌ・イダルゴも、フランス政府にアーシア・ビビの「命を救うために」介入を求め、「彼女をパリに受け入れ、家族ともどもフランスに恒久的に同化できるよう支援したい」と語った。
一方、夫のアシク・マシーは一家の亡命先を求めて、フランス通信社 (AFP) が配信した動画で「ドナルド・トランプ大統領に一家の出国の支援を求め、次いで英国首相（テリーザ・メイ）に一家の支援のために最善を尽くしてほしいと訴えた」とし、さらにカナダのジャスティン・トルドー首相にも「支援」を求めた。理由は、「これらの国には最も大きなパキスタン人キリスト教徒コミュニティがあり」、アーシア・ビビも彼自身も英語を話さないが、娘たちが英語を勉強したからであると説明した。
カナダの外務大臣クリスティア・フリーランドは、アーシア・ビビに対して「カナダは可能な限りあらゆることをする用意がある」とし、オーストラリアのピーター・ダットン内務相は、「オーストラリアはアーシア・ビビを亡命者として保護する」と述べた。
2019年1月29日、パキスタン最高裁判所は最終上訴を退け、確定判決を下した。アーシア・ビビは2月1日、カナダに亡命し、難民認定を受けたと報じられた。

## 参考資料
- 法務省入国管理局資料 出身国別情報報告書 パキスタン (2008)、2015年世界の宗教の自由に関する報告書 - パキスタン、出身国情報 (COI) 報告書 パキスタン (2013)
- アムネスティ日本. パキスタンで冒涜罪で女性に死刑判決
- 日本貿易振興機構 (JETRO). 最高裁判決に反発、宗教団体の抗議活動で治安が不安定に（パキスタン）
- Asia Bibi case: Justice Asif Saeed Khosa's additional note (最高裁判事の報告書)